# Niphetogryllacris succinea
Niphetogryllacris succinea är en insektsart som först beskrevs av Bolívar, I. 1900.  Niphetogryllacris succinea ingår i släktet Niphetogryllacris och familjen Gryllacrididae. Inga underarter finns listade i Catalogue of Life.